# Batalla de Caaguazú
La batalla de Caaguazú (Departamento Mercedes, provincia de Corrientes, 28 de noviembre de 1841) fue un combate de la guerra civil argentina, entre las fuerzas de Entre Ríos, al mando de brigadier Pascual Echagüe y las de la provincia de Corrientes, dirigidas por el brigadier José María Paz, que significó una tremenda derrota del partido federal.

## Antecedentes
Desde 1839 en adelante, la provincia de Corrientes se había rebelado contra la autoridad del gobernador de Buenos Aires, brigadier Juan Manuel de Rosas. Los conflictos entre Corrientes y Buenos Aires estaban opacados por los términos que usaban los contendientes. Los correntinos exigían la sanción de una constitución, que aún no se había sancionado, mientras que Rosas acusaba al gobierno correntino de pertenecer al partido unitario. En realidad, el gobernador correntino era, posiblemente, más sinceramente federal que Rosas, aunque la provincia se había aliado a los generales unitarios Juan Lavalle y José María Paz.
La verdadera discusión se daba por la aduana del puerto de Buenos Aires. Esta provincia usufructuaba los beneficios de la aduana sin darle participación a las demás provincias, llevando adelante, por otro lado, una política aperturista que arruinaba las industrias locales en las provincias. Las provincias más afectadas por esa política de aduanas eran las que tenían puertos sobre el río Paraná. Pero Santa Fe y Entre Ríos estaban firmemente aliadas a Buenos Aires; de modo que Corrientes estaba sola en la defensa de ese “federalismo fluvial”.
En 1839, el entonces gobernador, coronel Genaro Berón de Astrada se había rebelado contra los porteños, pero un rápido ataque del gobernador entrerriano, general Echagüe, lo había derrotado completamente en la batalla de Pago Largo, y el gobernador pagó con su vida la rebelión.
Tras un efímero gobierno federal, había sido elegido para sucederle el brigadier Pedro Ferré, enemigo declarado de Rosas desde el año 1832, en que este había hecho fracasar la oportunidad de la derrota unitaria para organizar constitucionalmente el país.
Ferré había puesto sus ejército en manos del general Lavalle, pero este había invadido Entre Ríos y se había llevado el ejército a invadir Buenos Aires, dejando la provincia indefensa. Para peor, había fracasado en su intento y había tenido que retroceder hacia el noroeste, de derrota en derrota.
Ferré puso todos los recursos de la provincia en manos de otro general, José María Paz, de larga trayectoria unitaria. Este se dedicó a organizar el ejército, hasta ponerlo en condiciones de combatir. Tuvo la suerte de que Echagüe no lo pudiera atacar durante el año 1840, porque Lavalle había ocupado Santa Fe por unas semanas.

## La batalla
Tras saberse de la derrota de Lavalle en la batalla de Famaillá, Echagüe avanzó hacia el norte. Por su parte, Paz acababa de engrosar su ejército con unos cuantos huidos de las fuerzas de Lavalle, y Ferré firmó una alianza con el gobernador de Santa Fe, brigadier Juan Pablo López.
Durante varias semanas, Echagüe se mantuvo en el sur de la provincia, llegando al río Corriente y esperando la oportunidad de atacar con ventajas. Paz no se las dio, y entonces cruzó el río Corrientes por el paso de Caaguazú.
Al iniciarse la batalla, Echagüe contaba con 5.000 hombres (1000 de ellos infantes) y 12 piezas de artillería, al mando del coronel Servando Gómez y otros jefes experimentados. No contaba, sin embargo, con el mejor de sus generales, brigadier Justo José de Urquiza. Las fuerzas de Paz, de 3.000 hombres, eran mandadas por oficiales mucho menos capaces, entre los cuales el único que había luchado en las guerras de independencia era el coronel Indalecio Chenaut. Entre los jefes correntinos se destacarían más tarde los futuros gobernadores, tenientes coroneles Joaquín Madariaga y Benjamín Virasoro.
Paz esperó el ataque en una posición aparentemente débil, a espaldas del río Corriente: su caballería del ala izquierda (separada del resto del ejército por un estero) se retiró al primer ataque de las fuerzas de Gómez, y fueron perseguidos varios miles de metros. Pero a medida que iban avanzando, se iban encerrando entre el río Corriente y el estero mencionado, desde las orillas de las cuales eran tiroteados por los infantes correntinos de un batallón. Al llegar al fondo, se encontraron con la artillería y la infantería concentradas, que los destrozaron; tuvieron que retirarse, y en el camino fueron nuevamente diezmados por la infantería de ambos costados.
Solo después se inició el ataque de la caballería correntina del ala derecha, al mando del general Manuel Ramírez, que, reforzada por la caballería del ala izquierda y la reserva, arrastró a las desmoralizadas fuerzas entrerrianas que tenía al frente. La persecución a la caballería federal arrastró a Echagüe, que estuvo a punto de ser muerto. Y la infantería federal, privada de protección, tuvo que emprender la retirada; pero varias leguas más adelante, agotados por la sed, los infantes entrerrianos se rindieron. La artillería del coronel Juan Bautista Thorne fue la que hizo el mejor papel en el bando federal, pero tuvieron que rendirse con los infantes.
El ejército correntino tuvo 53 muertos, mientras los entrerrianos perdieron 800 muertos y 1000 prisioneros, además de toda la artillería, el parque y casi toda las armas de infantería.

## Consecuencias
La batalla de Caaguazú fue la última y más brillante victoria del general Paz. Todo el litoral quedaba abierto para el avance de los correntinos, que ahora habían sido fuertemente reforzados por las armas y los soldados prisioneros.
Paz avanzó rápidamente hacia Entre Ríos y ocupó la ciudad de Paraná (29 de enero de 1842). Poco antes, la legislatura había elegido a Urquiza como sucesor de Echagüe, pero este solo pudo refugiarse en las islas del sur, para pasar por un tiempo a Buenos Aires.
Al llegar a Paraná, las desavenencias de Ferré con Paz se hicieron muy graves, y Paz quedó solo, al mando solamente de los prisioneros de Caaguazú. Poco después, Juan Pablo López era destrozado en Santa Fe, donde fue reemplazado por Echagüe (que era santafesino). De modo que Paz intentó retirarse hacia el este, a reunirse con su aliado brigadier general Fructuoso Rivera; pero los ex prisioneros desertaron y se unieron a las fuerzas de Urquiza. Paz llegó solo a Concepción del Uruguay, donde no quiso ponerse a órdenes de Rivera.
Mientras tanto, el brigadier general Manuel Oribe (rival de Rivera) cruzaba el río Paraná y avanzaba junto con Urquiza hacia el este, donde derrotaría al jefe uruguayo en la batalla de Arroyo Grande. Esa victoria federal significó la caída de los opositores a Rosas en todo el país, incluido Corrientes.
Dos años más tarde, los hermanos Madariaga volverían a levantarse contra Rosas en Corrientes, y volverían a poner su ejército en manos de Paz. Pero su definitiva derrota en 1847 significó el control absoluto del país por parte del gobernador porteño.